# Zwiernicha
Zwiwrnicha (ros. Зверниха) – wieś (dieriewnia) w Rosji, w obwodzie niżnonowogrodzkim, w rejonie warnawińskim. W 2010 liczyła 143 mieszkańców.